# Фонтіна

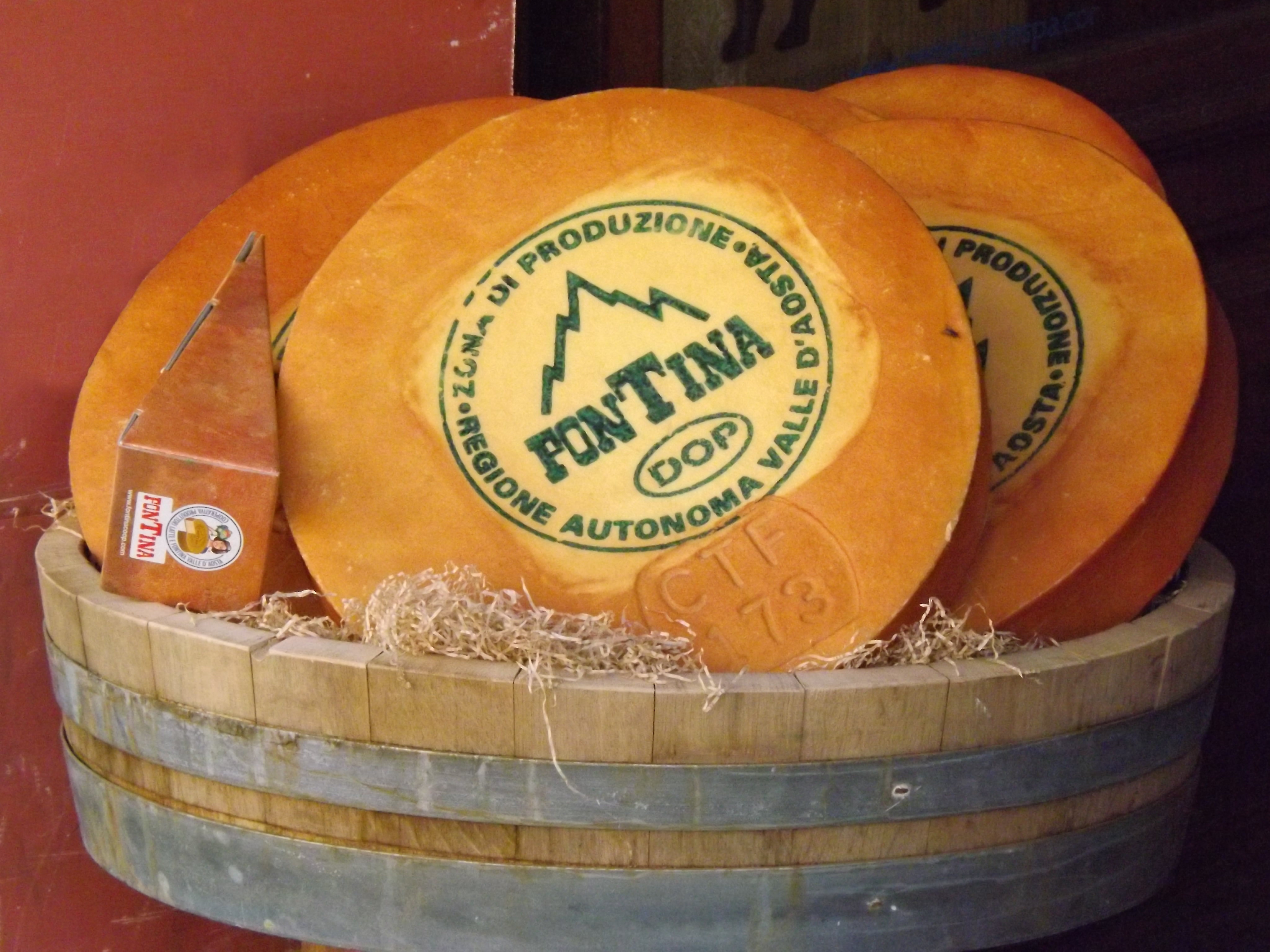
Голови Фонтіна

Фонтіна («італ. Fontina») — італійський напівтвердий сир з коров'ячого молока, виробляється у регіоні Валле-д'Аоста. 

## Історія
Фонтіна має тривалу історію. Перша згадка про нього датується XV сторіччям. У наш час у 1955 році сир отримав статус контрольованого за походженням (DOC), у 1995 році рішенням Європейського Союзу сир отримав категорію DOP.

## Технологія виробництва

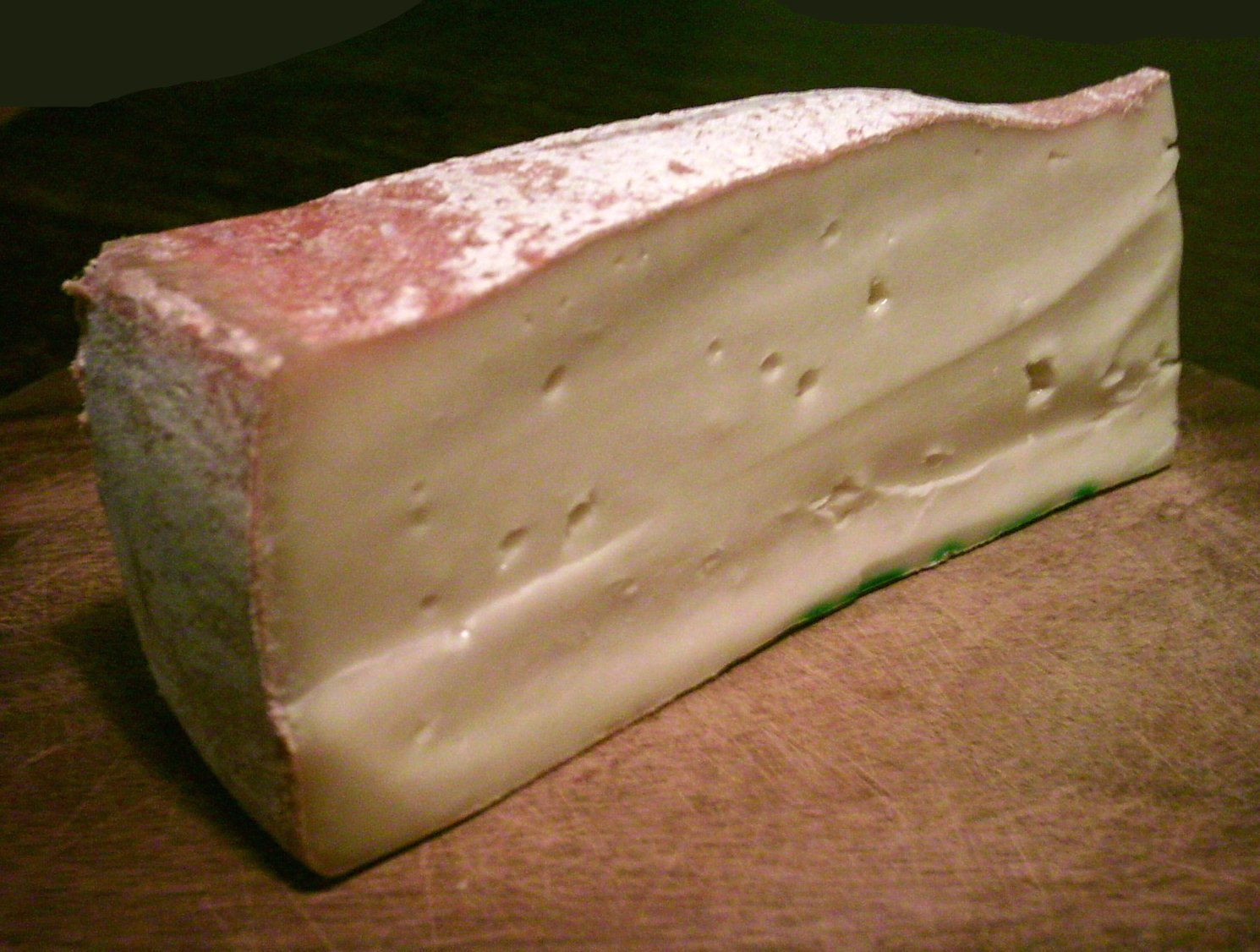
Текстура Фонтіна

Фонтіна категорії DOP виробляється тільки у регіоні Валле-д'Аоста, з молока місцевих порід корів. Для виготовлення сиру використовується незбиране непастеризоване молоко одного доїння. Час від моменту доїння до початку виробництва не повинен перевищувати 2 годин. Молоко нагрівають до 34–36 °C у казані з міді або нержавіючої сталі та додають сичужний фермент, який згортає молочний білок. Нагрівання триває не менше 40 хвилин, отриманий сирний згусток ламають на шматочки розміром з зерно кукурудзи. Казани нагрівають до 46–48 °C до тих пір, поки майстер не вирішить, що сироватка достатньо прозора. Після цього масі дають спокій як мінімум на 10 хвилин. Потім осад вручну переносять у форми, застелені тканиною, для стікання рідини. На стадії пресування, яка триває 24 години, на голови наносять маркування (код виробника і дату виробництва) за допомогою пластини казеїну, яка надалі стане частиною скоринки. Сир підсолюють зануренням в солону воду на 12 годин. Дозрівання Фонтіна відбувається в печерах, висічених в скелях. Такі приміщення протягом всього року зберігають температуру близько 10 градусів та вологість 90 %. Витримка триває зазвичай від 90 до 120 діб при температурі 8–12 °C, деякі виробники витримують сир значно довше. Протягом цього часу голови протирають, перевертають та солять сухим методом. Після підтвердження якості голів експертами Консорціуму по контролю за виготовленням та продажем сиру дозрілий Фонтіна маркують логотипом італ. «Fontina DOP» за допомогою друку. Для приготування одної голови сиру необхідно близько 100 л молока.

## Характеристика сиру
Фонтіна — напівтвердий сир середньої зрілості. Він має еластичну, м'яку текстуру з невеликою кількістю нерівномірно розподілених вічок. Може бути як кольору слонової кістки, так і мати солом'яні відтінки. Відрізняється характерним солодким смаком з горіховими нотками, який стає більш вираженим з віком. Вага голів від 7,5 до 12 кг. Форма циліндрична зі злегка увігнутими боковинами висотою 7–10 см і плоскими гранями діаметром 35–45 см. Скоринка коричнева, тонка, компактна. Інтенсивність її кольору посилюється у міру дозрівання. Кількість жиру в сухій речовині 45 %.

## Вживання
Фонтіна можна вживати як самостійну страву (закуску), він гарно поєднується з легким червоним вином. Також використовують для приготування фондю, оскільки він чудово плавиться, крім того, використовують для приготування різноманітних соусів, та як приправу до супів.